# Баштуш
Бартоломеу Жасінту Кіссанга (порт. Bartolomeu Jacinto Quissanga), відомий за прізвиськом Баштуш (порт. Bastos, нар. 23 листопада 1991) — ангольський футболіст, центральний захисник клубу «Аль-Айн» та національної збірної Анголи. На умовах оренди виступає за «Ростов».
Володар Кубка Росії і Суперкубка Італії.

## Клубна кар'єра
У дорослому футболі дебютував 2011 року виступами за команду клубу «Петру Атлетіку», в якій провів два сезони, взявши участь у 105 матчах чемпіонату. Більшість часу, проведеного у складі «Петру Атлетіку», був основним гравцем захисту команди.
До складу клубу «Ростов» приєднався 2013 року. Протягом наступних чотирьох років відіграв за ростовську команду 73 матчі в національному чемпіонаті.
17 серпня 2016 року перейшов до римського «Лаціо», якому трансфер гравця обійшовся у 6,5 мільйонів євро.

## Виступи за збірну
У 2011 році дебютував в офіційних матчах у складі національної збірної Анголи. Наразі провів у формі головної команди країни 37 матчів, забивши 2 голи.
У складі збірної був учасником Кубка африканських націй 2013 року у ПАР.
| Дата       | Місто         | Господарі        | Результат | Гості                            | Турнір                                       | Голи | Примітки |
| ---------- | ------------- | ---------------- | --------- | -------------------------------- | -------------------------------------------- | ---- | -------- |
| 10-8-2011  | Монровія      | Ліберія          | 0 – 0     | Ангола                           | товариський матч                             | -    | 90+1'    |
| 27-8-2011  | Дундо         | Ангола           | 1 – 2     | Республіка Конго                 | товариський матч                             | -    |          |
| 18-12-2011 | Дундо         | Ангола           | 1 – 0     | Замбія                           | товариський матч                             | -    | 46'      |
| 16-5-2012  | Луанда        | Ангола           | 0 – 0     | Замбія                           | товариський матч                             | -    | 75'      |
| 29-5-2012  | Ештуріл       | Ангола           | 0 – 0     | Північна Македонія               | товариський матч                             | -    |          |
| 3-5-2012   | Луанда        | Ангола           | 1 – 1     | Уганда                           | Відбір до ЧС 2014                            | -    |          |
| 10-6-2012  | Монровія      | Ліберія          | 0 – 0     | Ангола                           | Відбір до ЧС 2014                            | -    |          |
| 15-8-2012  | Бенгела       | Ангола           | 2 – 0     | Мозамбік                         | товариський матч                             | -    |          |
| 9-9-2012   | Хараре        | Зімбабве         | 3 – 1     | Ангола                           | Відбір до Кубка африканських націй 2013      | -    |          |
| 14-10-2012 | Луанда        | Ангола           | 2 – 0     | Зімбабве                         | Відбір до Кубка африканських націй 2013      | -    | 21'      |
| 14-11-2012 | Ештуріл       | Ангола           | 1 – 1     | Республіка Конго                 | товариський матч                             | -    |          |
| 15-12-2012 | Бенгела       | Ангола           | 1 – 1     | Гамбія                           | товариський матч                             | -    |          |
| 19-12-2012 | Лубанго       | Ангола           | 1 – 0     | Камерун                          | товариський матч                             | -    |          |
| 22-12-2012 | Луанда        | Ангола           | 1 – 0     | Руанда                           | товариський матч                             | -    |          |
| 19-1-2013  | Йоганнесбург  | Ангола           | 0 – 0     | Марокко                          | Кубок африканських націй 2013 - 1-й етап     | -    |          |
| 23-1-2013  | Дурбан        | ПАР              | 2 – 0     | Ангола                           | Кубок африканських націй 2013 - 1-й етап     | -    |          |
| 27-1-2013  | Порт-Елізабет | Кабо-Верде       | 2 – 1     | Ангола                           | Кубок африканських націй 2013 - 1-й етап     | -    |          |
| 23-3-2013  | Конакрі       | Сенегал          | 1 – 1     | Ангола                           | Відбір до ЧС 2014                            | -    | 38'      |
| 7-6-2013   | Луанда        | Ангола           | 1 – 1     | Сенегал                          | Відбір до ЧС 2014                            | -    |          |
| 15-6-2013  | Кампала       | Уганда           | 2 – 1     | Ангола                           | Відбір до ЧС 2014                            | -    |          |
| 23-6-2013  | Мбабане       | Есватіні         | 0 – 1     | Ангола                           | Відбір до чемпіонату африканських націй 2014 | -    |          |
| 29-6-2013  | Луанда        | Ангола           | 1 – 0     | Есватіні                         | Відбір до чемпіонату африканських націй 2014 | -    |          |
| 28-5-2014  | Фару          | Ангола           | 2 – 0     | Марокко                          | товариський матч                             | 1    | 87'      |
| 6-9-2014   | Лібревіль     | Габон            | 1 – 0     | Ангола                           | Відбір до Кубка африканських націй 2015      | -    |          |
| 10-9-2014  | Луанда        | Ангола           | 0 – 3     | Буркіна-Фасо                     | Відбір до Кубка африканських націй 2015      | -    |          |
| 10-10-2014 | Масеру        | Лесото           | 0 – 0     | Ангола                           | Відбір до Кубка африканських націй 2015      | -    | 83'      |
| 15-10-2014 | Луанда        | Ангола           | 4 – 0     | Лесото                           | Відбір до Кубка африканських націй 2015      | 1    | 74'      |
| 15-11-2014 | Луанда        | Ангола           | 0 – 0     | Габон                            | Відбір до Кубка африканських націй 2015      | -    |          |
| 19-11-2014 | Уагадугу      | Буркіна-Фасо     | 1 – 1     | Ангола                           | Відбір до Кубка африканських націй 2015      | -    |          |
| 13-6-2015  | Лубанго       | Ангола           | 4 – 0     | Центральноафриканська Республіка | Відбір до Кубка африканських націй 2017      | -    |          |
| 6-9-2015   | Антананаріву  | Мадагаскар       | 0 – 0     | Ангола                           | Відбір до Кубка африканських націй 2017      | -    |          |
| 13-11-2015 | Бенгела       | Ангола           | 1 – 3     | ПАР                              | Відбір до ЧС 2018                            | -    |          |
| 17-11-2015 | Дурбан        | ПАР              | 1 – 0     | Ангола                           | Відбір до ЧС 2018                            | -    |          |
| 26-3-2016  | Кіншаса       | Республіка Конго | 2 – 1     | Ангола                           | Відбір до Кубка африканських націй 2017      | -    |          |
| 29-3-2016  | Луанда        | Ангола           | 0 – 2     | Республіка Конго                 | Відбір до Кубка африканських націй 2017      | -    | 45', 46' |
| 25-3-2017  | Мапуту        | Мозамбік         | 2 – 0     | Ангола                           | товариський матч                             | -    |          |
| 28-3-2017  | Іст-Лондон    | ПАР              | 0 – 0     | Ангола                           | товариський матч                             | -    |          |
| Усього     |               | Матчів           | 37        |                                  | Голів                                        | 2    |          |

## Титули і досягнення
- Володар Кубка Росії (1):

«Ростов»: 2013–14
- Володар Суперкубка Італії (2):

«Лаціо»: 2017, 2019
- Володар Кубка Італії (1):

«Лаціо»: 2018-19
- Чемпіон Бразилії (1):

«Ботафогу»: 2024
- Володар Кубка Лібертадорес (1):

«Ботафогу»: 2024